# Диференциална психология
Диференциалната психология е клон на психологията, който се занимава със сравнително изучаване на индивидуалните различия. Хората се различават един от друг по своите физически (възраст, пол, ръст, тегло, цвят на кожата, на косата) и психически характеристики (интелект, способности, характер). Предмет на диференциалната психология е опознаването на тези различия. Целта ѝ е не само спекулативна, но най-вече практическа, а областта на приложението ѝ обхваща както училищната и професионална ориентация, така и криминологията. Тя се стреми да опознае способностите на индивида, да обясни личността му в зависимост от наследствеността и влиянията на неговата среда (възпитание, култура). Диференциалната психология използва преди всичко психометрични методи (тестове).